# Reese Court
Reese Court je multifunkční aréna s kapacitou 6 000 diváků v Cheney v americkém státě Washington. Aréna je působištěm basketbalového týmu Eastern Washington Eagles a v roce 2004 se zde odehrálo basketbalové finále Big Sky Conference. Stadion byl postaven jako náhražka za shořelý Eastern Washington Fieldhouse.

## Název
Aréna se nachází v centru sportů a rekreace a jejím názvem je Special Events Pavilion. Oficiálně je ale uznáváno též jméno Reese Court, které získala po legendárním trenérovi Williamu B. Reesovi. Trenér Reese trénoval na univerzitě po dobu 31 let jako fotbalový, basketbalový a atletický kouč a za tu dobu nahromadil 473 vítězství a pouze 298 porážek. Tým, který byl tehdy zvaný Savages, vedl mezi lety 1930 a 1964. Tři roky týmu chyběl, jelikož byl povolán do 2. sv. války, kde sloužil jako důstojník fyzické kondice a fotbalový kouč u Druhého vojenského letectva. Kousek od arény se nachází konferenční místnost, která rovněž nese jeho jméno a obsahuje mnoho vzpomínek na Reesovu éru.

## Využití
Reese Court je domovem basketbalových a volejbalových týmů univerzity od roku 1975. Mezi další události, které se zde pořádají, patří maturitní ceremoniály, koncerty, státní volejbalová mistrovství, středoškolské regionální basketbalové turnaje, futsalové turnaje, vědecké olympiády, charitativní večeře, hodiny gymnastiky a basketbalu a letní basketbalová soustředění.
Maturitní ceremoniály se v Reese Courtu pořádají každoročně od roku 2004. Předtím se odehrávaly ve Spokane Areně v nedalekém Spokanu.